# Here I Am (альбом Меріон Райвен)
«Here I Am» — дебютний сольний альбом колишньої учасниці групи M2M Меріон Райвен, що вийшов в середині 2005 року. Райвен написала всі пісні у співавторстві з кількома відомими музикантами. Вона грала як на акустичній, так і електричній гітарі, а також на фортепіано і забезпечила фоновий вокал на піснях. Альбом показав перехід від колишнього поп звучання до темного хардроку. Її музичний перехід був добре прийнятий критиками на міжнародному рівні.
Альбом дебютував під номером 6 у Норвегії, і 1 в Японії та був дуже успішним у таких країнах, як Таїланд, Сінгапур, Малайзія та Філіппіни. Наприкінці 2005 року Меріон вирушили в тур по країнах Південно-Східної Азії для просування альбому. Однак відсутність просування на Atlantic Records і затримка з випуском альбому у США спонукали співачку залишити компанію.
Альбом вийшов у Сполучених Штатах у 2007 році, з іншим трек-листом і назвою «Set Me Free» включаючи нові і старі пісні, зокрема акустичну версію «Let Me Introduction Myself» та перезаписану версію «Heads Will Roll», яка передувала альбому в жовтні 2006 року, як частина мініальбому «Heads Will Roll».
Співачка говорила про «13 Days» та інші пісні з альбому в інтерв'ю 2005 року:
|  | 13 Days – це пісня про данського хлопця, з яким я була знайома. Він приїхав відвідати мене в Норвегію, в дім моїх батьків, перш ніж я пізнала його краще. Він пробув там тринадцять днів. Все пройшло не дуже добре. Нам не було про що говорити. Він був дуже нудним, і мені здавалося, що я застрягла у власному домі. В день, коли хлопець повертався додому, він розбив мою машину. Мій батько мав приїхати і забрати нас. Потім він мало не спізнився на рейс, і відтоді я нічого від нього не чула. Ні дзвінків, ні листів. Я написала три пісні про ці тринадцять днів. Три пісні про одного хлопця. Я дуже злюся, коли співаю їх. Сподіваюся, він купить мій альбом. |

## Сингли
- «End of Me» став першим синглом з альбому, що вийшов суто в Південно-Східній Азії. Він досяг 4 місця у відео-хіт-листі MTV Asia і потрапив у топ-10 пісень в Малайзії та Сінгапурі.
- «Break You» вийшов у Мексиці, Японії, Швеції та Норвегії. Він опинився на 1 сходинці чарту в Японії та Індонезії і претендував на 9 місце в Норвегії.
- «Here I Am» — головний трек альбому, і третім синглом, який офіційно вийшов тільки в Норвегії, приблизно в той же час вийшов сингл «Break You». Він досяг 20 місця в офіційних норвезьких чартах і 3 в музичному чарті TV2. Співачка виконала пісню у прямому ефірі в Nordic Music Awards. В музичне відео до пісні увійшли фотографії діда Меріон, коли він був молодим чоловіком.
- «Little by Little» — п'ятий трек альбому, вийшов як єдиний радіосингл в Азії.

## Список композицій

#### Список композицій в Японському та Скандинавському виданні
| №   | Назва                                                         | Автори                                                                | Тривалість |
| --- | ------------------------------------------------------------- | --------------------------------------------------------------------- | ---------- |
| 1.  | «Get Me Out Of Here»                                          | Marion Raven, Greg Kurstin, Richie Andruska, John Deley, Jamie Siegel | 3:30       |
| 2.  | «Break You»                                                   | Макс Мартін, Dr. Luke                                                 | 3:11       |
| 3.  | «Crawl»                                                       | Marion Raven, Danielle Brisebois, Jimmy Harry                         | 3:48       |
| 4.  | «Here I Am»                                                   | Marion Raven, Макс Мартін, Rami Yacoub                                | 3:49       |
| 5.  | «Little By Little»                                            | Marion Raven, Макс Мартін, Rami Yacoub, Peter Svensson                | 4:00       |
| 6.  | «End of Me»                                                   | Marion Raven, Макс Мартін, Rami Yacoub                                | 4:29       |
| 7.  | «13 Days»                                                     | Marion Raven, Chantal Kreviazuk, Raine Maida                          | 3:08       |
| 8.  | «For You I'll Die»                                            | Marion Raven                                                          | 4:50       |
| 9.  | «Let Me Introduce Myself»                                     | Marion Raven                                                          | 3:42       |
| 10. | «Heads Will Roll (EP)»                                        | Marion Raven, Nikki Sixx, James Michael                               | 3:16       |
| 11. | «At The End Of The Day» (спільно з Art Alexakis із Everclear) | Marion Raven, Art Alexakis                                            | 4:00       |
| 12. | «Six Feet Under»                                              | Marion Raven, Макс Мартін, Rami Yacoub                                | 3:26       |
| 13. | «Gotta Be Kidding»                                            | Marion Raven, Макс Мартін, Rami Yacoub, Camela Leivert                | 3:47       |
| 14. | «In Spite Of Me»                                              | Marion Raven, Макс Мартін, Rami Yacoub, Alexandra Talomaa             | 4:16       |

#### Бонусні треки
| №   | Назва             | Автори                                   | Тривалість |
| 15. | «Surfing The Sun» | Marion Raven, Nikki Sixx, James Michael, | 3:51       |
| 16. | «There I Said It» | Marion Raven, Макс Мартін, Rami Yacoub   | 3:46       |

Японське видання також має бонусне DVD з кліпами до пісень «Break You» та «Here I Am».

#### Список композицій видання у Південно-Східної Азії і Тайвані
| №   | Назва                                                         | Автори                                                                | Тривалість |
| 1.  | «End of Me»                                                   | Marion Raven, Макс Мартін, Rami                                       | 4:29       |
| 2.  | «Here I Am»                                                   | Marion Raven, Макс Мартін, Rami Yacoub                                | 3:49       |
| 3.  | «Break You»                                                   | Макс Мартін, Dr. Luke                                                 | 3:11       |
| 4.  | «Crawl»                                                       | Marion Raven, Danielle Brisebois, Jimmy Harry                         | 3:48       |
| 5.  | «Little By Little»                                            | Marion Raven, Макс Мартін, Rami Yacoub, Peter Svensson                | 4:00       |
| 6.  | «Get Me Out Of Here»                                          | Marion Raven, Greg Kurstin, Richie Andruska, John Deley, Jamie Siegel | 3:30       |
| 7.  | «13 Days»                                                     | Marion Raven, Chantal Kreviazuk, Raine Maida                          | 3:08       |
| 8.  | «For You I'll Die»                                            | Marion Raven                                                          | 4:50       |
| 9.  | «Let Me Introduce Myself»                                     | Marion Raven                                                          | 3:42       |
| 10. | «Heads Will Roll (EP)»                                        | Marion Raven, Nikki Sixx, James Michael                               | 3:16       |
| 11. | «At The End Of The Day» (спільно з Art Alexakis із Everclear) | Marion Raven, Art Alexakis                                            | 4:00       |
| 12. | «Six Feet Under»                                              | Marion Raven, Макс Мартін, Rami Yacoub                                | 3:26       |
| 13. | «Gotta Be Kidding»                                            | Marion Raven, Макс Мартін, Rami Yacoub, Camela Leivert                | 3:47       |
| 14. | «In Spite Of Me»                                              | Marion Raven, Макс Мартін, Rami Yacoub, Alexandra Talomaa             | 4:16       |

Here I Am DVD вийшов у Тайвані в 2006 році обмеженим тиражем. Також видання містило музичне відео «End Of Me» та відео про його створення.

#### Бонусні треки та сторона-В
1. «Surfing the Sun» — бонусний трек японського видання.
2. «There I Said It» — сторона-В в Швеції «Break You» та Норвегії «Here I Am».

Треки, які не увійшли в остаточний варіант альбому: «Forgot His Name», «Brand New Me», «Disconnected», «Have Mercy», «Bittersweet» та «Gutter». Мало що відомо про ці композиції, але трек під назвою 'Get Over Me' в 2006 році просочився у соціальні мережі.

## Позиції в чартах
| Чарт (2005)                               | Найвища позиція |
| ----------------------------------------- | --------------- |
| Japanese Oricon International Album Chart | 1               |
| Singapore Album Chart                     | 3               |
| Malaysia Album Chart                      | 4               |
| Norway Top 40 Albums                      | 6               |